# Городецкий сельсовет (Шкловский район)
Городе́цкий сельсовет (белор. Гарадзецкі сельсавет) — административная единица на территории Шкловского района Могилёвской области Белоруссии. Административный центр — агрогородок Городец. Население сельсовета — 1271 человек (2009).
В состав города Шклов включены деревня Малое Заречье в 2007 году и деревня Большое Заречье в ноябре 2013 года.

## История
Городецкий сельский Совет с центром в д. Городец был образован в 1917 году.
Названия:
- с 1917 — Городецкий сельский Совет крестьянских депутатов
- с 14.1.1918 — Городецкий сельский Совет рабочих, солдатских и крестьянских депутатов
- с 23.2.1918 — Городецкий сельский Совет рабочих, крестьянских и красноармейских депутатов
- с 5.12.1936 — Городецкий сельский Совет депутатов трудящихся
- с 7.10.1977 — Городецкий сельский Совет народных депутатов
- с 15.3.1994 — Городецкий сельский Совет депутатов[4].

Административная подчинённость:
- с 1917 — в Шкловском уезде
- с 20.8.1924 — в Шкловском районе[4].

## Состав
Городецкий сельсовет включает 11 населённых пунктов:
- Августово — деревня.
- Башкировка — деревня.
- Городец — агрогородок.
- Городок — деревня.
- Заходы — деревня.
- Княжицы — деревня.
- Кривель — деревня.
- Новые Чемоданы — деревня.
- Путники — деревня.
- Слободка — деревня.
- Ходулы — деревня.

Упразднённые населённые пункты:
- Малое Заречье — деревня
- Большое Заречье — деревня